# Sam Acho
Samuel Onyedikachi Acho (Dallas, 6 settembre 1988) è un giocatore di football americano statunitense che gioca nel ruolo di linebacker per i Chicago Bears della National Football League. Fu scelto nel corso del quarto giro (103º assoluto) dai Cardinals nel Draft NFL 2011. Al college ha giocato a football a Texas. È il fratello maggiore di Emmanuel Acho dei Cleveland Browns.

## Carriera professionistica

### Arizona Cardinals
Acho fu scelto dai Cardinals nel corso del terzo giro (103º assoluto) del Draft 2011. Nella sua stagione da rookie giocò tutte le 16 gare, dieci delle quali da titolare, facendo registrare 40 tackle totali, 7,0 sack e 3 fumble forzati.
Nella seconda gara della stagione 2012, Acho mise a segno un sack su Tom Brady contribuendo all'insperata vittoria dei Cardinals sui New England Patriots. Nella sua seconda stagione partì come titolare in tutte le 16 partite, totalizzando 48 tackle, 4,0 sack, 2 intercetti e 2 fumble forzati.
Nella prima gara della stagione 2013 contro i Rams, Acho forzò un fumble. Due settimane dopo si ruppe una gamba, perdendo tutto il resto della stagione.
Nel secondo turno della stagione 2014, Acho fece registrare il suo terzo intercetto in carriera, ai danni di Eli Manning, nella vittoria sui New York Giants.
Il 3 gennaio 2015, nel primo turno di playoff, Acho mise a segno un sack su Cam Newton e forzò un fumble, ma i Cardinals furono eliminati dai Panthers7.

### Chicago Bears
Il 1º aprile 2015, Acho firmò coi Chicago Bears.

## Statistiche
| Partite totali             | 32   |
| Partite totali da titolare | 26   |
| Tackle totali              | 88   |
| Sack                       | 11,0 |
| Intercetti                 | 2    |
| Fumble forzati             | 6    |

Statistiche aggiornate alla stagione 2012